# Пятьдесят миллионов рублей
Пятьдеся́т миллио́нов рубле́й (50 000 000 рубле́й) — денежный знак ЗСФСР периода гиперинфляции. Выпущен в обращение в 1924 году. Изъят из обращения в том же году в связи с прекращением выпуска отдельной закавказской валюты и переходом на общесоюзную — рубль СССР, при обмене соответствовал 0,4 советской копейки.
На аверсе изображался номинал цифрами и прописью, слово «рублей» на русском, грузинском, армянском и азербайджанском языках и предупредительные надписи, здание Совнаркома ЗСФСР (Воронцовский дворец). Подписи — председателя Совнаркома М. Орахелашвили и и. о. наркома финансов Д. Гусейнова.
На реверсе отображался номинал цифрами и прописью, герб ЗСФСР, растительные орнаменты.
- Пятьдесят миллионов рублей 1924 года (лицевая сторона)
- Пятьдесят миллионов рублей 1924 года (оборотная сторона)